# Adolf Pidlaszecki
Adolf Kłyment Pidlaszecki, Адольф Климент Підляшецький, Adolf Klemens Podlaszecki, (ur. 7 grudnia 1839 w Wolicy, zm. 21 października 1912 we Lwowie) – sędzia, polityk ukraiński, poseł do austriackiej Rady Państwa.

## Życiorys
Syn księdza i proboszcza greckokatolickiego Wasyla Pidlaszeckiego w Wolicy. Ukończył gimnazjum we Lwowie i wydział prawa na uniwersytecie w tym mieście (1863). Następnie obrał karierę w sądownictwie galicyjskim. Od stycznia 1864 pracował jako aplikant adwokacki, a następnie od marca tego roku był auskultantem w Sądzie Okręgowym we Lwowie. Urzędnik – aktariusz w Sądzie Powiatowym w Chodorowie (1867-1868). Adiunkt, a od 1874 sędzia ds. drobnych w Sądzie Powiatowym w Rohatynie (1869-1876). Sędzia Sądu Powiatowego w Nadwórnej (1877-1884). Radca Sądu Obwodowego w Kołomyji (1885-1893). Naczelnik Sądu Miejscowego w Kołomyji (1888-1891). Asesor w Sądzie Powiatowym dla dochodów skarbowych w Kołomyji (1893-1894). Radca Wyższego Sądu Krajowego we Lwowie (1894-1901). Komisarz egzaminacyjny Rządowej Komisji do spraw egzaminów teoretycznych z prawa i administracji (1897-1901). Radca państwa w Sądzie Najwyższym w Wiedniu (1900-1905). Od 1905 w stanie spoczynku. Ostatnie lata życia spędził we Lwowie.
Od młodości związany z ukraińskim ruchem narodowym. Członek Rady Powiatowej w Rohatynie (1871-1874) z kurii gmin miejskich. Członek Wydziału Powiatowego w Rohatynie (1871). Członek Rady Powiatowej w Nadwórnej (1879-1882), wybrany w kurii gmin miejskich. Członek Wydziału Powiatowego w Nadwórnej (1882). Poseł do austriackiej Rady Państwa VIII kadencji (9 kwietnia 1891 – 22 stycznia 1897), wybrany z kurii IV – gmin wiejskich, w okręgu wyborczym nr 23 (Kołomyja-Peczeniżyn-Gwoździec-Kosów-Kuty-Śniatyn-Zabłotów). Należał do Klubu Ruskiego (Klub der Ruthenen) w Wiedniu, od 13 kwietnia 1894 był wiceprzewodniczącym.
Od 1892 honorowy obywatel Nadwórnej.